# Grifton
Grifton è una città degli Stati Uniti d'America situata nella Carolina del Nord, divisa tra la Contea di Pitt e la Contea di Lenoir.